# Aphaereta tricolor
Aphaereta tricolor är en stekelart som beskrevs av Papp 1994. Aphaereta tricolor ingår i släktet Aphaereta och familjen bracksteklar. Inga underarter finns listade i Catalogue of Life.